# Sigleif Johansen
Arnt Sigleif Johansen  (ur. 25 października 1948 w Tana) – norweski biathlonista, trzykrotny medalista mistrzostw świata.

## Kariera
Pierwszy sukces w karierze osiągnął w 1977 roku, kiedy zdobył srebrny medal w biegu indywidualnym na mistrzostwach świata w Vingrom. Rozdzielił tam na podium Fina Heikkiego Ikolę oraz Aleksandra Tichonowa z ZSRR. Podczas rozgrywanych rok później mistrzostw świata w Hochfilzen wspólnie z Roarem Nilsenem, Oddem Lirhusem i Torem Svendsbergetem zdobył srebro w sztafecie. Był tam też piąty w sprincie. Ponadto wywalczył brązowy medal w biegu indywidualnym na mistrzostwach świata w Ruhpolding w 1979 roku. Tym razem wyprzedzili go jedynie Klaus Siebert z NRD i Aleksandr Tichonow.
W 1980 roku wystartował na igrzyskach olimpijskich w Lake Placid, zajmując 13. miejsce w biegu indywidualnym oraz czwarte w sztafecie. Były to jego jedyne starty olimpijskie.
W Pucharze Świata zadebiutował 14 stycznia 1978 roku w Ruhpolding, kiedy wygrał rywalizację w sprincie. Pozostałe miejsca na podium zajęli tam reprezentanci NRD: Eberhard Rösch i Frank Ullrich. W kolejnych startach jeszcze trzykrotnie stawał na podium: 
27 marca 1978 roku w Murmańsku był trzeci w sprincie, 28 stycznia 1979 roku w Ruhpolding zajął trzecie miejsce w biegu indywidualnym, a 7 kwietnia 1979 roku w Bardufoss wygrał sprint. Najlepsze wyniki osiągał w sezonie 1978/1979, kiedy zajął siódme miejsce w klasyfikacji generalnej.

## Osiągnięcia

### Igrzyska olimpijskie
| Rok  | Miejscowość | Konkurencje | Konkurencje | Konkurencje | Konkurencje | Konkurencje | Konkurencje | Konkurencje |
| Rok  | Miejscowość | IN          | SP          | PU          | MS          | RL          | MR          | SR          |
| ---- | ----------- | ----------- | ----------- | ----------- | ----------- | ----------- | ----------- | ----------- |
| 1980 | Lake Placid | 13.         | –           | nd.         | nd.         | 4.          | nd.         | –           |

### Mistrzostwa świata
| Rok  | Miejscowość | Konkurencje | Konkurencje | Konkurencje | Konkurencje | Konkurencje | Konkurencje | Konkurencje |
| Rok  | Miejscowość | IN          | SP          | PU          | MS          | RL          | MR          | SR          |
| ---- | ----------- | ----------- | ----------- | ----------- | ----------- | ----------- | ----------- | ----------- |
| 1975 | Anterselva  | 36.         | 22.         | nd.         | nd.         | 5.          | nd.         | –           |
| 1976 | Anterselva  | nd.         | 17.         | nd.         | nd.         | nd.         | nd.         | –           |
| 1977 | Vingrom     | 2.          | 13.         | nd.         | nd.         | 4.          | nd.         | –           |
| 1978 | Hochfilzen  | 23.         | 5.          | nd.         | nd.         | 2.          | nd.         | –           |
| 1979 | Ruhpolding  | 3.          | 12.         | nd.         | nd.         | 4.          | nd.         | –           |
| 1981 | Lahti       | 14.         | –           | nd.         | nd.         | 4.          | nd.         | –           |

### Puchar Świata

#### Miejsca w klasyfikacji generalnej
| Sezon     | Miejsce |
| --------- | ------- |
| 1977/1978 | 8.      |
| 1978/1979 | 7.      |
| 1979/1980 | ?       |
| 1980/1981 | ?       |

#### Miejsca na podium chronologicznie
| Lp. | Dzień       | Rok  | Miejscowość | Konkurencja                | Lokata | Pudła   | Czas biegu | Strata  | Zwycięzca     |
| --- | ----------- | ---- | ----------- | -------------------------- | ------ | ------- | ---------- | ------- | ------------- |
| 1.  | 14 stycznia | 1978 | Ruhpolding  | Sprint na 10 km            | 1.     | 1       | 35:38,5    | –       | –             |
| 2.  | 27 marca    | 1978 | Murmańsk    | Sprint na 10 km            | 3.     | ?       | ?          | ?       | Frank Ullrich |
| 3.  | 28 stycznia | 1979 | Ruhpolding  | Bieg indywidualny na 20 km | 3.     | 0+0+0+1 | 1:07:40,1  | +1:57,3 | Klaus Siebert |
| 4.  | 7 kwietnia  | 1979 | Bardufoss   | Sprint na 10 km            | 1.     | 0+0     | 36:15,0    | –       | –             |